# Chloé Valentini

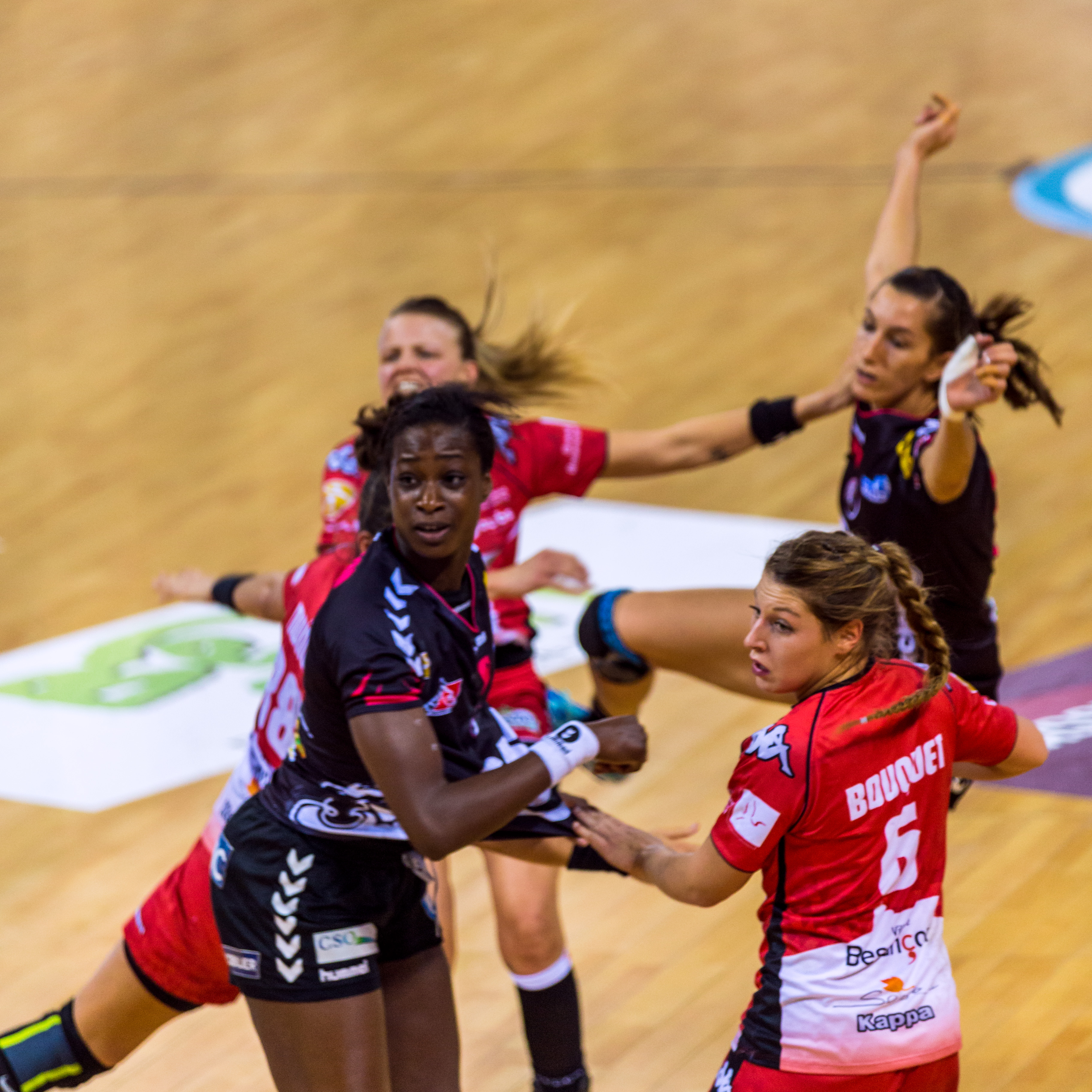
Chloé Bouquet, de dos à droite, en novembre 2016.

Chloé Valentini, née Chloé Bouquet le 19 avril 1995 à Morteau (Doubs), est une handballeuse internationale française évoluant au poste d'ailière gauche au Metz Handball. Championne olympique avec les Bleues aux Jeux olympiques de Tokyo en 2021, elle remporte le championnat du monde 2023, compétition où elle est élue dans le sept majeur et où elle termine meilleure buteuse de son équipe.

## Biographie
Après avoir commencé le handball dans sa ville natale au CA Morteau HB, elle rejoint le pôle Espoirs de Bourgogne Franche-Comté en classe de 3ème, qu'elle quittera après la terminale, le BAC ES en poche. C'est en 2011, en classe de 1ère, qu'elle rejoint l'ES Besançon, club phare de sa région, dont elle intègre le centre de formation par la suite. En février 2017, elle signe son premier contrat professionnel en faveur de l'ES Besançon, la liant avec le club pour trois saisons.
Durant l'été 2017, elle participe avec l'équipe de France de beach handball au championnat d'Europe de beach handball. La France termine la compétition à la septième place.
Après une saison 2017-2018 marquée par la découverte de la coupe EHF (4 matches, 9 buts) ainsi que par une probante troisième place acquise en Ligue féminine, Chloé Bouquet est nommée dans la catégorie des meilleures ailières gauches du championnat français, la récompense revenant à la messine Manon Houette.
En 2018-2019, elle dispute la coupe de l'EHF, dont elle atteint la phase de groupe et durant laquelle elle inscrit 27 buts en 6 matchs.
À l'été 2019, en l'absence de nombreuses titulaires laissées au repos et à l'occasion d'une large revue d'effectif, elle est retenue pour un stage de préparation avec l'équipe de France. À la suite de ce rassemblement, elle connait sa première sélection internationale en septembre 2019 à l'occasion de matchs de qualification pour le championnat d'Europe 2020. Pour sa première sélection, face à la Turquie, elle réussit ses débuts sous le maillot bleu en inscrivant cinq buts. Elle fait partie de l'équipe de France sacrée championne olympique aux Jeux de 2020. 
Au Mondial 2023, Chloé Valentini est élue meilleure ailière gauche de la compétition et termine meilleure buteuse (38 buts) de l'équipe de France qui remporte ses neuf matches et s'impose en finale face à la Norvège (31-28) pour gagner son troisième titre planétaire.

## Style de jeu
Efficace en attaque comme en défense, son jeu se caractérise par un grand engagement. Polyvalente, elle peut également glisser au poste d'arrière ou de demi-centre en cours de jeu.

## Vie privée
Le 29 août 2020, Chloé Bouquet épouse Arthur Valentini et évolue depuis lors sous le nom de Chloé Valentini.
En mars 2025, le club de Metz Handabll annonce que Chloé Valentini est enceinte.

## Palmarès

### En sélection
Ses résultats avec l'équipe de France sont :
Jeux olympiques
- Médaille d'or aux Jeux olympiques en 2021,  Japon
- médaille d'argent aux Jeux olympiques de Paris en 2024,  France

Championnats du monde
- 13e place au championnat du monde 2019
- finaliste du championnat du monde 2021
- vainqueur du championnat du monde 2023

Championnats d'Europe
- Médaille d'argent au championnat d'Europe 2020
- 4e place au championnat d'Europe 2022
- 4e place au championnat d'Europe 2024

### En club
Sauf précision, le palmarès est obtenu avec le Metz Handball
Compétitions internationales
- Ligue des champions (C1) :
  - 3e place en 2022
  - 4e place en 2019, 2024 et 2025

Compétitions nationales
- vainqueure du Championnat de France (3) : 2022, 2023, 2024 et 2025
- vainqueure de la Coupe de France (3) : 2022, 2023, 2024 et 2025
- vainqueure du championnat de France de Division 2 (1) : 2015 (avec l'ES Besançon)

### Distinctions individuelles
- élue meilleure joueuse du championnat de France en 2023-2024
- élue meilleure ailière gauche du Championnat de France en 2019-2020, 2022-2023 et 2023-2024
- élue meilleure ailière gauche du championnat du monde 2023

## Décorations
- Chevalier de la Légion d'honneur (2021)[14]